# Jack Gardner (Musiker)
Jack Gardner (eigentlich Francis Henry Gardner, * 14. August 1903 in Joliet (Illinois); † 26. November 1957 in Dallas) war ein US-amerikanischer Jazzpianist und Songwriter.

## Leben
Jack Gardner begann Anfang der 1920er Jahre in Denver aufzutreten, wo er bei Doc Beckers Blue Devils und in der Band von Boyd Senter spielte. 1923 zog er nach Chicago, wo er eine eigene Band leitete, in der zeitweise auch der Klarinettist Clarence Hutchenrider spielte. Außerdem arbeitete er u. a. mit Dave Tough und Eddie Condon (1927), Wingy Manone (1928), Jean Goldkette und Gene Austin, 1936 mit Jimmy McPartland. Er blieb bis 1937 in Chicago und zog dann nach New York City. Dort spielte er bei Sandy Williams und Harry James (Night Special/Back Beat Boogie), kehrte dann Anfang der 1940er Jahre nach Chicago zurück, wo er mit eigener Band auftrat. 1944 nahm er mit Baby Dodds auf (Doll Drag/Bye Bye Pretty Baby). In seinen späteren Jahren arbeitete er in Dallas. Vor allem gegen Ende seiner Karriere betätigte er sich auch als Songwriter.
Nach Ansicht von Nat Hentoff war sein Klavierspiel  – ähnlich wie bei Jimmy Blythe, Alex Hill, Art Hodes und Joe Sullivan – von Ragtime und Blues beeinflusst.